# Saint-Paul-de-Vence

Saint-Paul-de-Vence este o comună în departamentul Alpes-Maritimes din sud-estul Franței. În 1 ianuarie 2022 avea o populație de 3.190 de locuitori.